# Colt Mk 12

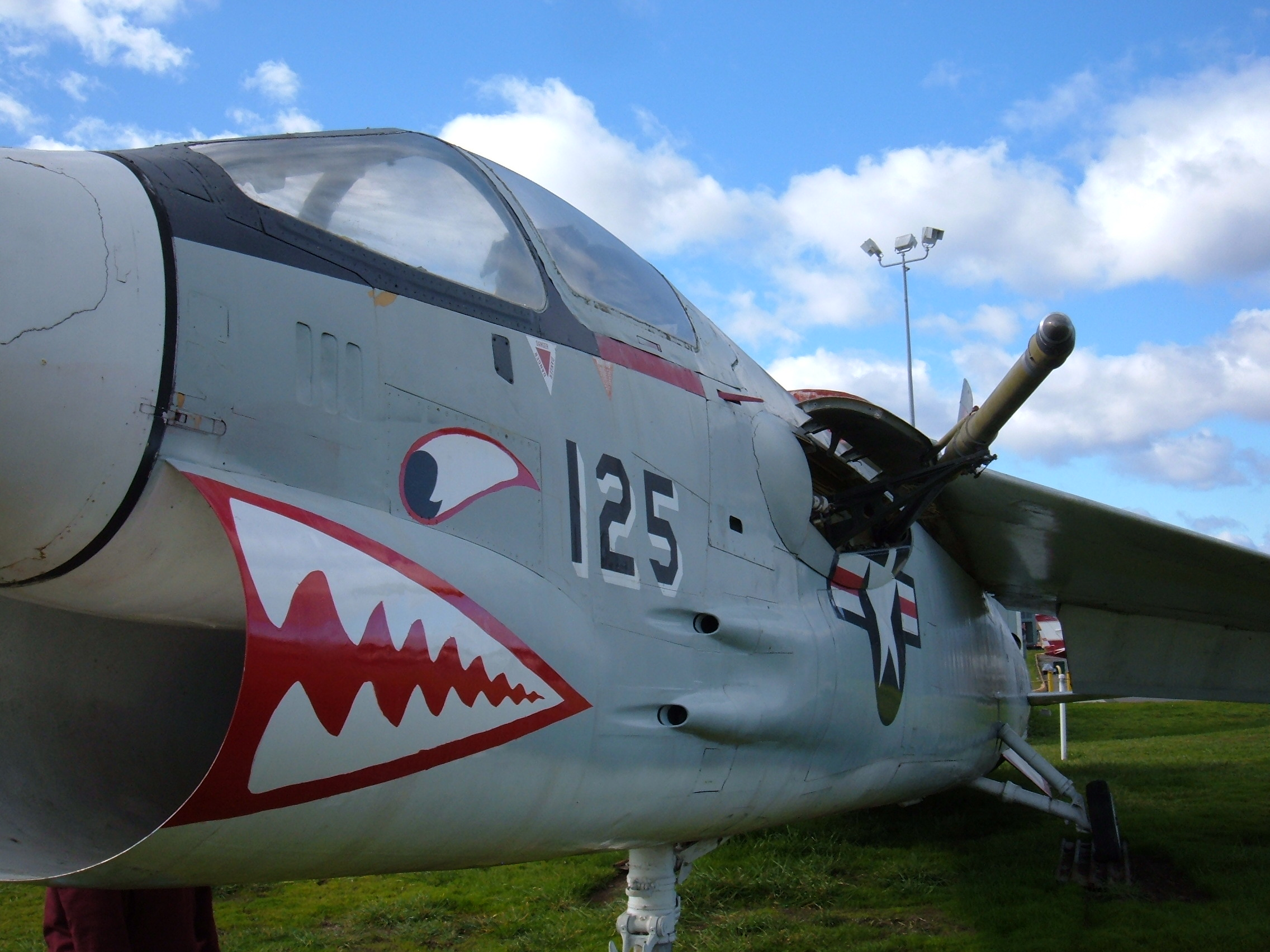
Zwei Colt-Browning MK 12 in einer F-8 Crusader

Die Colt-Browning Mk 12 war eine amerikanische 20-mm-Maschinenkanone, die in der United States Navy nach dem Zweiten Weltkrieg sehr verbreitet war.
Die Mk 12 war eine Weiterentwicklung der Hispano-Suiza HS.404-Maschinenkanone, die in amerikanischen und britischen Kampfflugzeugen während des Krieges eingesetzt wurde. Im Gegensatz zur Hispano nutzte die Mk 12 leichtere Projektile mit einer vergrößerten Patronenladung für eine höhere Mündungsgeschwindigkeit sowie Kadenz auf Kosten einer geringen Durchschlagsleistung. Die Mk 12 wurde Mitte der fünfziger Jahre des 20. Jahrhunderts in der US Navy und United States Marine Corps eingeführt und ersetzte die M3-Kanone, die weitestgehend der Hispano-Suiza HS.404 entsprach.
Im Dienst erwies sich die Mk 12 als nicht zufriedenstellend. Die Waffe war trotz hoher Mündungsgeschwindigkeit und Feuerrate unpräzise und zeitweilig unzuverlässig. Die meisten Piloten der F-8 Crusader in Vietnam schätzten die Waffe zwar, jedoch blockierte die Waffe immer wieder, vor allem während energisch geflogener Luftkampfmanöver.
Trotzdem blieb die Mk 12 bis in die frühen 1960er Jahre die Standardwaffe für Kampfflugzeuge mit Bordwaffen der Navy und des Marine Corps. Dies waren beispielsweise die F4D Skyray, F-3 Demon, A-4 Skyhawk, F-8 Crusader und A-7 Corsair II.
Die Mk 12 ist trotz des gleichen Kalibers nicht mit der M39 identisch, die in der North American F-100 und McDonnell F-101 der United States Air Force eingesetzt wurde.

## Technische Daten
- Typ: einläufige Maschinenkanone
- Kaliber: 20 mm × 110 USN (0.79 in)[1]
- Funktion: Gasdrucklader
- Länge: N/A
- Gewicht (komplett): 46 kg
- Kadenz: 1000 Schuss pro Minute
- Mündungsgeschwindigkeit: 1010 m/s
- Geschossgewicht: 110 g